# Bruni Wildenhein-Lauterbach

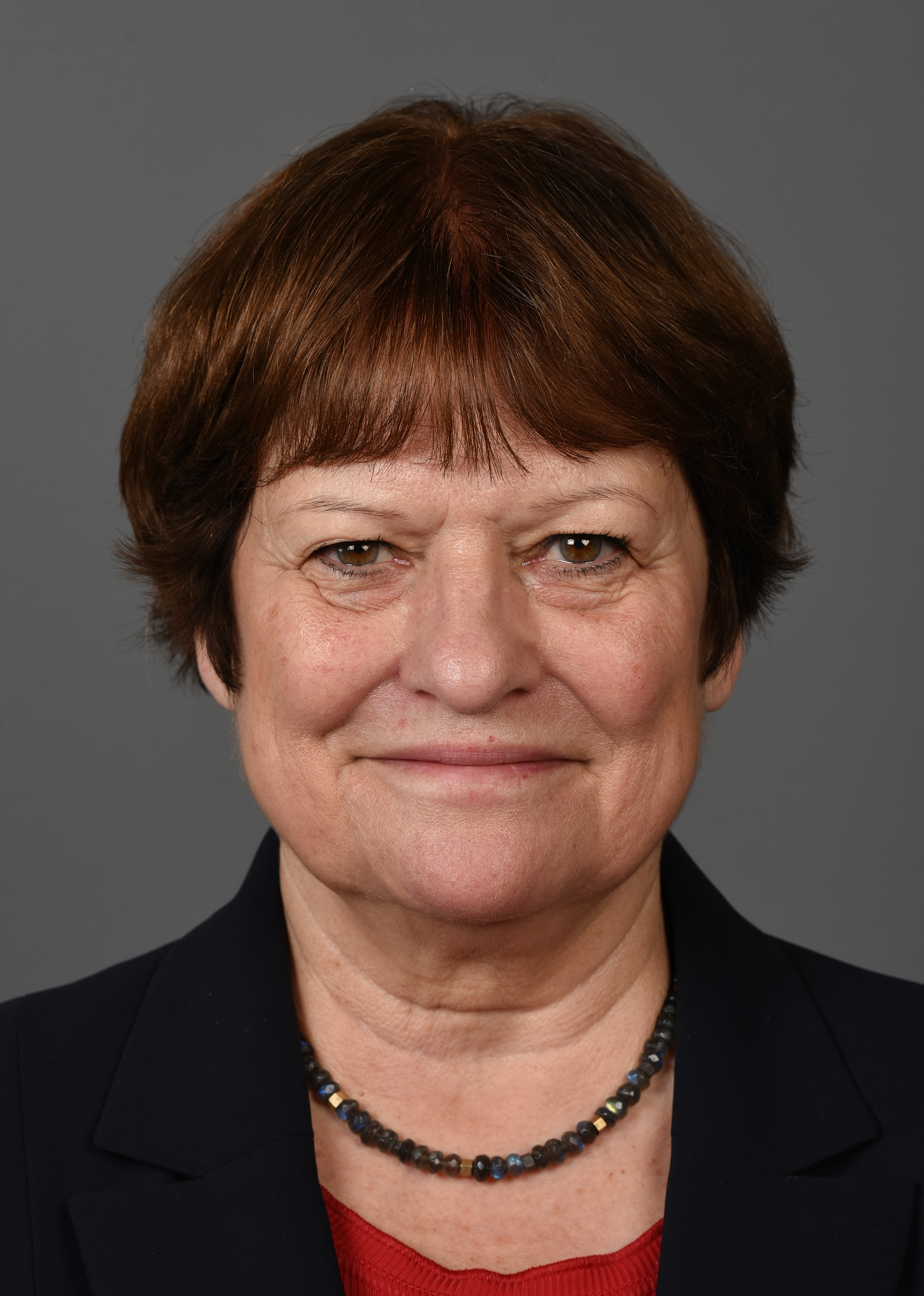
Bruni Wildenhein-Lauterbach, 2017

Bruni Wildenhein-Lauterbach (* 28. Februar 1947 in Berlin) ist eine deutsche Politikerin (SPD) in Berlin.

## Leben
Bruni Wildenhein schloss den Schulbesuch in Berlin mit der Mittleren Reife ab. Sie absolvierte eine Ausbildung zur Einzelhandelskauffrau. Danach war sie als ausgebildete Altenpflegerin und als Verwaltungsangestellte bei der Volkshochschule Wedding tätig. Anschließend war sie als Gewerkschaftssekretärin bei der Deutschen Angestellten Gewerkschaft tätig und wechselte von dort zur Öffentlichkeitsarbeit der Berliner Senatsverwaltung für Stadtentwicklung.
Wildenhein-Lauterbach trat 1988 in die SPD ein und ist seit 1990 Vorsitzende der Abteilung 10 Schillerpark und Mitglied im Kreisvorstand. Der Bezirksverordnetenversammlung Wedding, dann Mitte, gehört sie seit 1992 an. Im Wahlkreis Mitte 5 wurde sie 2006, 2011 und 2016 direkt in das Abgeordnetenhaus von Berlin gewählt.
Die konstituierende Sitzung des Abgeordnetenhauses von Berlin am 27. Oktober 2016 eröffnete Wildenhein-Lauterbach als Alterspräsidentin.